# Carmen McRae
Carmen Mercedes McRae, född 8 april 1922 i Harlem, New York, död 10 november 1994 i Beverly Hills, Kalifornien, var en amerikansk jazzsångerska och pianist.

## Biografi

### Tidiga år och utbildning
McRae föddes i stadsdelen Harlem i New York. Hennes far, Osmond, och mamma, Evadne McRae, var immigranter från Jamaica. Hon började ta pianolektioner vid åtta års ålder, samtidigt som hennes intresse för jazzmusik, framförallt Louis Armstrong och Duke Ellington, väcktes. Vid 17 års ålder träffade hon sångerskan Billie Holiday.

### Karriär
Hon hade en framgångsrik karriär i USA, Europa och Japan. Efter att ha sjungit med olika orkestrar sedan 1940-talet fick hon äntligen chansen att sjunga in skivor som soloartist under mitten av 1950-talet. 
Carmen McRae hade en speciell ironisk humor på scen, som bidrog till att göra henne till en mycket populär scenartist. Hon var även en duktig pianist vilket hon ofta gav prov på under sina framträdanden, även om hon många gånger endast stod för sången. Hon har arbetat med många av jazzens viktigaste namn som Take Five (1961) med Dave Brubeck, albumet Heat Wave (1982) med Cal Tjader och Two for the Road (1989) med George Shearing. 
Hon inspirerades av Billie Holiday, men hittade en egen stil med sin lätt ironiska framtoning. Kanske var det hennes humor som ledde till ett samarbete med Englands då störste pjäsförfattare och underhållare, sir Noel Coward. Han skrev texter till hennes album Mad About the Man. Hon gjorde även ett album med Sammy Davis Jr. Carmen McRae var över 30 år innan karriären tog fart, men hon fortsatte framgångsrikt att uppträda och spela in jazzskivor tills sin död vid 74 års ålder. Hon spelade in några jazzskivor som var lite mer popinfluerade (bland andra The Sound of Silence 1971) men höll sig annars troget till jazz och latinsk musik. Hon sa själv att jazz var hennes största kärlek och efter det kom latinsk musik. Hennes låt Upside Down (Flor de Lis) (1982) som var en tolkning av en brasiliansk sång, blev mycket populär.